# Pastor islandés
El Pastor islandés (islandés: Íslenskur Fjárhundur) es una raza de perro tipo spitz originaria de los perros traídos a Islandia por la conquista vikinga. Esta raza es similar al Buhund noruego, el Pastor Shetland y el Corgi galés de Pembroke. Se utiliza comúnmente para las ovejas del rebaño en los campos islandeses.